# Magomed Ibragimov
Magomed Abdulmoʻminovich Ibragimov, född den 18 augusti 1983 i Machatjkala, Dagestan, är en uzbekisk brottare som tog OS-silver i tungviktsbrottning i fristilsklassen 2004 i Aten. 